# Métro de Jinhua
Le métro de Jinhua (金华轨道交通，ou 浙中城市群轨道交通) est un métro à Jinhua et Yiwu. Il a ouvert le 30 aout 2022.

## Historique
La cérémonie du début des travaux a eu lieu le 28 juillet 2017.
Il a ouvert début 2022.

## Lignes
Le réseau actuel est composé de deux lignes d'une longueur totale de 107 km et comptant 30 stations.

### Ligne Jinyi
La ligne Jinyi (rouge) commence à la gare de Jinhua et se dirige vers l'est via la  gare de Jinhua-Sud. Elle se termine à la gare de Qintang.

### Ligne Yidong
La ligne Yidong (bleue) commence à la gare de Yiwu et se dirige vers le sud jusqu'à la gare de Ming & Qing Dynasty Palaces. Cette ligne est connectée avec la ligne Jinyi à la station Qintang.

### Futures lignes
En 2030, le réseau devrait faire 319,5 km et compter 91 stations.